# Džalalabadská oblast
Džalalabadská oblast (také známá jako Džalalabat, kyrgyzsky Жалалабат облусу) je jedna ze sedmi oblastí v Kyrgyzstánu. Ústředním městem regionu je město Džalal-Abad. Oblast je obklopena (ve směru hodinových ručiček od severu) regiony Talas, Chuy, Naryn, Osh a státem Uzbekistán. Džalalabadská oblast byla založena 21. listopadu 1939. Dne 27. ledna 1959 se stala součástí Ošské oblasti, ale 14. prosince 1990 znovu získala svůj status oblast. Džalalabadská oblast se skládá z 8 okresů, 5 měst, 8 městských osad a 415 obcí.

## Geografie
Džalalabadská oblast má rozlohu 33 647 kilometrů čtverečních (16,9% z celkové rozlohy země).
Na jihu této oblasti leží Ferganská kotlina. Zbytek oblasti je hornatý. Jedna z hlavních silnic v této oblasti, M41, vede z Biškeku do Oše a má velké množství zatáček. Další silnice vede po jižní hranici oblasti téměř k západnímu cípu a pak se otáčí na severovýchod od údolí Chatkalské kotliny k Kyzyl-Adyru v Talaské oblasti. Další významná silnice (v zimě uzavřená) vede z Kazarmanu do Narynu.
Nedílnou součástí energetického systému v oblasti je vodní elektrárna Toktogul, která dodává elektřinu a vodu do Kyrgyzstánu a také do sousedních zemí.

## Ekologie a životní prostředí
V Džalalabadské oblasti se nachází několik horských jezer, ořechových lesů a minerálních pramenů. Má také největší přirozeně rostoucí ořechový les, který se jmenuje Arslanbob. Nachází se asi 40 kilometrů severně od města Džalal-Abad. Oblast je bohatá na ekologické zdroje. Mezi přísně chráněnýmé oblasti (IUCN kategorie Ia), které se nacházejí v regionu, patří přírodní rezervace Sary-Chelek, přírodní rezervace Besh-Aral a Státní přírodní rezervace Padyshata. Je zde také Státní přírodní park Saimalu-Tash, který se nachází v okrese Toguz-Toro. Přírodní památky Džalalabadské oblasti (IUCN kategorie III) jsou: vodopád Tegerek, kterým protéká řeka Kara-Unkur a jeskyně Sogon-Tash, která je složena z červených pískovců Kara-Jygach Rocks v okrese Aksy. Mezi další chráněné rezervace patří:
- Lesní přírodní rezervace (Kuru-Kol, Mesken-Say, Dashman, Batrakhan, Uzun Akmat)
- Botanické rezervace (Chanach, Kosh-Tekir, Chatkal, Ryazan-Say, Djeltiybes)
- Rezervace her (Toguz-Toro, Chychkan, Sandalash)

V této oblasti se také nacházejí horniny geologického souvrství Balabansaj, ve kterém už bylo objeveno množství fosilií dinosaurů z období střední jury (stáří kolem 165 milionů let).